# Cheilotrichia (Empeda) praelata
Cheilotrichia (Empeda) praelata is een tweevleugelige uit de familie steltmuggen (Limoniidae). De soort komt voor in het Palearctisch gebied.